# Lino Aquea
Lino Aquea Guerrero (* 3. Oktober 1962) ist ein ehemaliger chilenischer Radrennfahrer.

## Sportliche Laufbahn
Aquea war Bahnradsportler und auch im Straßenradsport aktiv. Er war Teilnehmer der Olympischen Sommerspiele 1984 in Los Angeles. In der Mannschaftsverfolgung wurde Chile mit Lino Aquea, Eduardo Cuevas, Miguel Droguett und Fernando Vera auf dem 14. Rang klassiert. 1984 gewann er bei den Panamerikanischen Meisterschaften die Mannschaftsverfolgung.
1987 wurde er Zweiter der Volta Ciclista Internacional do Brasil.